# Адамцевич, Евгений Александрович
Евге́ний Алекса́ндрович Адамце́вич (19 декабря 1903 (1 января 1904), Солоница (теперь Лубенский район, Полтавская область) — 19 ноября 1972, Бахчисарай) — слепой бандурист, виртуозный исполнитель украинских народных исторических песен, автор «Запорожского марша».

## Биография
Евгений Адамцевич родился 19 декабря 1903 года (1 января 1904) в селе Солоницы под Лубнами в семье станционного служащего. В возрасте двух лет ослеп. Некоторое время учился в Киевской школе для слепых. Затем проживал у бабушки в Ромнах.
Играть на бандуре научился у талантливого местного бандуриста Мусия Петровича Алексеенко, от которого вместе со способом игры перенял богатый репертуар.
В 1920-е годы Ромны были выдающимся региональным культурным центром. Здесь действовал драматический театр, располагался значительный центр кобзарей, которые выступали со сцены дворцов культуры, клубов. С 1927 года Адамцевич выступал в составе Миргородской капеллы бандуристов имени М. Кравченко и самостоятельно.
В 1939 году Евгений Адамцевич был участником Республиканского совещания кобзарей и лирников в Киеве, а в 1940 году — Всесоюзного совещания народных певцов в Москве.
В 1969 году в зале Киевского оперного театра им. Т. Г. Шевченко бандурист исполнил «Запорожский марш». Мелодия так тронула публику, что по её требованию Адамцевич исполнил свой номер трижды.
В том же году Адамцевич с группой народных певцов успешно выступал в Киевской, Ивано-Франковской, Тернопольской (несколько раз бывал в Кременецком районе, тогда же более года проживал в с. Великие Бережцы этого района у своей дочери Ларисы Зибаревой), Львовской областях.
В 1970 году он выступил в Москве, а в 1971 — в Ленинграде.
С возникновением Объединение певцов-кобзарей материальное положение его несколько улучшилось. Оплачивались выступления на организованных музыкально-хоровым обществом концертах. Состоялась концертная поездка в Москву зимой 1970 года, где Адамцевич выступал вместе с другими кобзарями в различных учреждениях, в частности в институте мировой литературы.
Больной Адамцевич с женой переехал к дочери в село Холмовка Бахчисарайского района в Крыму.
Умер 19 ноября 1972 года в Бахчисарае на 68 году жизни. Похоронен на кладбище села Холмовка.
Евгению Адамцевичу принадлежит почетное место в истории украинского кобзарства.

## Репертуар
Репертуар был большой:
- народные песни «Ой поплыви утка», «Через мои воритечка», «Позволь мне, мать»;
- танцевальные мелодии, шутливые песни «Ой пьет вдова, гуляет», «Неудачный обед»;
- «Запорожский марш»
- исторические песни «О Морозенко», «О Палие Семене» и другие.

Адамцевич тяготел к произведениям преимущественно литературного происхождения: на слова Тараса Шевченко, Александра Олеся «Смеются, плачут соловьи», Якова Щоголива «Хортица», Николая Вороного «Евшан-зелье», Павла Грабовского «Сон» …

## Бандура
Бандура, на которой достоверно играл Евгений Адамцевич, изготовленная в XIX веке, хранится в музее театрального искусства в Киево-Печерской лавре. Корпус долбаный, гриф имеет накладку, заканчивающийся на корпусе причудливым узором, наконечник грифа плоский, с наклоном в сторону, на корпусе упор для левой руки. Длина 90 сантиметров. № 3223.
Кроме того, в Кременецком краеведческом музее хранится одежда кобзаря, его бандура и фото.